# 杨志今
杨志今（1957年5月—），男，甘肃民勤人，生于内蒙古杭锦后旗，中华人民共和国政治人物。

## 生平
1978年9月，入内蒙古大学汉语言文学系学习。1982年9月，改入中国人民大学中文系。1985年，历任文艺局副局长、局长。2010年2月，任文化部副部长。2011年，兼任全国双拥工作领导小组成员。2012年11月14日，当选中国共产党第十八届中央纪律检查委员会委员。2018年2月24日，当选为第十三届全国人大代表。